# Місячне серце
«Місячне серце» (англ. Centaur Aisle) — урбан-фентезійний роман канадського письменника Чарльза де Лінта. 

## Сюжет
Події роману відбуваються в 1980-их роках в Оттаві, де Сара Кенделл і Джеймі Тамсон, власники антикварної лавки, отримують своєрідну каблучку. У той же час Кіран Фой, спадковий маг, шукає свого зниклого наставника Томаса Генґура, водночас ухиляючись від новоствореного проекту «Розум» від Канадської королівської кінної поліції. Коли Сара і Кіран натрапляють один на одного й опиняються в «іншому світі», вони виявляють, що будинок Сари та Тамсон (будинок Сари та Джеймі розміром з міський квартал) набагато більше, ніж було відомо раніше. Але коли стародавнє зло з’являється й загрожує знищити обидва світи (і всіх людей в них), офіцери, чарівники та мешканці Тамсон Хаусу мають навчитися працювати разом, щоб знищити монстра.

## Головні герої
- Сара Кенделл – молода жінка, яка разом зі своїм дядьком Джеймі керує магазином та продає всілякі старовинні й цікаві речі.
- Джеймі Тамсон (скорочено Джеймі Тамс) – ексцентричний дядько Сари, який підтримує живий інтерес до міфології та окультизму.
- Талієсін – валійський бард, з яким Сара зустрічається та негайно вступає в близькість.
- Томас Енгур – зниклий наставник Кірана.
- Синій – байкер.
- Такер – член таємного відділу Канадської королівської кінної поліції, який досліджує паранормальні явища.
- Кайрен Фой – Фолк-співак, який випадково стає учнем Томаса Енґера.
- Паквуджи – Чертеп-трикстер, який дружить із Сарою.
- Будинок Тамсонів – незважаючи на те, що будинок, він має свою сутність та душем, і тому заслуговує того, щоб його називали героєм.

## Нагороди та номінації
- 1985, переможець Фентезійної премії Вільяма Л. Кроуфорда.
- 1985, у шортлисті Міфопоетичної премії.
- 1985, найкращий фентезійний роман за версією премії «Локус», 21-ше місце[1].